# (55576) Amycus
(55576) Amycus ist ein Asteroid aus der Gruppe der Zentauren.
Er wurde am 8. April 2002 im Rahmen des NEAT-Projekts am Palomar-Observatorium (IAU-Code 644) in Kalifornien entdeckt.
Benannt ist er nach dem Kentauren Amykos, dem Sohn des Ophion, der an der Hochzeitsfeier des Lapithen-Königs Peirithoos teilnahm und dort im Kampf getötet wurde.